# Ehlersia heterochaeta
Ehlersia heterochaeta är en ringmaskart som först beskrevs av Moore 1909.  Ehlersia heterochaeta ingår i släktet Ehlersia och familjen Syllidae. Inga underarter finns listade i Catalogue of Life.